# 梅瑟尼希
梅瑟尼希是德国莱茵兰-普法尔茨州的一个市镇。总面积2.98平方公里，总人口298人，其中男性145人，女性153人（2011年12月31日），人口密度100人/平方公里。